# ستيفن تاتاو
ستيفن تاتاو (بالفرنسية: Stephen Tataw)‏ (1963 - 2020)، هو لاعب كرة قدم. يلعب مع منتخب الكاميرون لكرة القدم. سبق له أن لعب في كأس العالم لكرة القدم مع منتخب بلاده.

## روابط خارجية
- ستيفن تاتاو على موقع الاتحاد الدولي (مؤرشف)  (الإنجليزية)
- ستيفن تاتاو على موقع قاعدة بيانات كرة القدم.إي يو (الإنجليزية)
- ستيفن تاتاو على موقع ناشيونال فوتبول تيمز (الإنجليزية)
- ستيفن تاتاو على موقع عالم كرة القدم.نت (الإنجليزية)